# 同居蜜友
《同居蜜友》，2001年上映的香港電影，由馬偉豪執導，梁朝偉、鄭秀文主演。故事是關於一個老店少東與女強人的愛情小品。

## 劇情簡介
一家三十年老店「吉利清湯腩」遠近馳名，第三代掌門人蔣通菜（梁朝偉飾），個性豪氣、孝順，三十九歲，有一交往多年的穩定的明星女友Mindy（周勵淇飾）。少棠（鄭秀文飾）是玩具工廠的女經理，熱愛工作，演變成操縱狂而不自知，然而少棠勤奮積極，確實是公司的精神領袖。
一次，兩人開車，就在醫院外發生意外。兩人各不相讓，警員干涉之下，只好互相交換電話聯絡。後來兩人約出來談判，各拉了些朋友充場面，怎知雙方人馬都是老友，談判竟然變敘舊喝酒，少棠先亂了性。當晚二人發生一夜情，從此天下大亂。
後來，少棠和老闆吵翻，憤而離開公司，無處棲身下，少棠假稱到醫院探姊姊病，藉此加床留宿。還到通菜來看母親，少棠竟說已有身孕，這次是來醫院墮胎，通菜大驚失色，隨即表示關心幫忙。少棠要求到他家暫住，從此介入通菜的生活，共處一室之餘少棠亦到吉利幫忙打點。
愛情正在兩人之間滋長的時候，女友向通菜提出結婚要求，通菜在兩女之間左右為難，結果他會如何選擇呢？

## 演員
| 演員   | 角色           |
| 梁朝偉 | 蔣通菜         |
| 鄭秀文 | 霍少棠 Deborah |
| 周勵淇 | Mindy          |
| 陳文剛 |                |
| 湯鈞禧 | 蔣通菜弟弟     |
| 梁慧恩 | 霍少棠同事     |
| 麥兆輝 | 麥sir          |
| 夏萍   | 七姑           |
| 茜利妹 | 蔣通菜妹妹     |
| 森美   | Kelvin         |
| 李楓   | 蔣通菜媽媽     |
| 袁富華 | 霍少棠之上司   |